# Tibetská doga

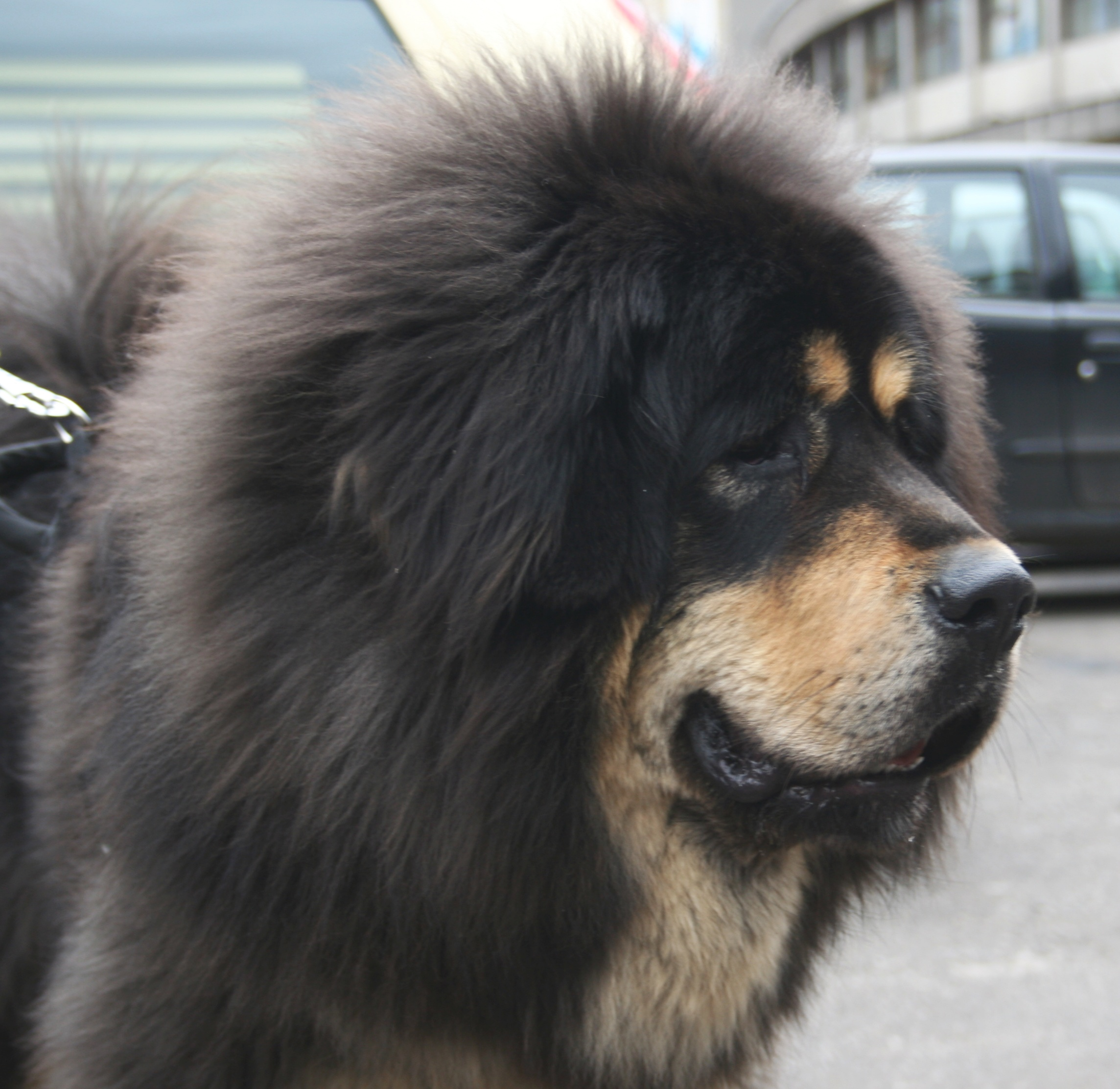
Hlava tibetské dogy

Tibetská doga neboli také tibetský mastiff (v zemi původu Do Khyi) je přírodní psí plemeno staré více než 4 000 let. Je považována za jednu z největších psích ras.

## Historie
První písemná zmínka o tibetské doze je z roku 1121 př. n. l. v čínské knize letopisů.[zdroj⁠?!] Zmiňuje se o ní Aristoteles, Alexandr Veliký, který ji přivezl do Evropy, a také velký cestovatel Marco Polo. Tato rasa se dochovala v původní podobě bez křížení s jiným plemenem psů. Pes byl původně používán jako strážný pes pro ochranu stád, stanů, chrámů, vesnic, kdy měl být schopen zabít i tygra. Přes den byl přivázán nebo uzavřen v ohradách, ale přes noc byl pouštěn na volno, aby hlídal okolí svého rajónu.
V roce 2008 studie mitochondrální DNA prokázala, že zatímco 12 plemen ve studii se oddělilo od vlka obecného před 42 000 lety, plemeno tibetské dogy se oddělilo dříve, kolem 58 000 let. Studie z roku 2014 jako možného příbuzného k plemenu tibetské dogy přidala leonbergra.
Pojmenování plemena tibetská doga nebo tibetský mastiff není zcela správné, správněji by to měl být tibetský horský pes.

## Stavba těla
Minimální kohoutková výška feny je 61 cm u psa 66 cm. V praxi feny měří v průměru 63 cm a psi 71 cm. Pes má zpravidla hustší a delší srst a větší hřívu. Je to mohutný, těžký, dobře stavěný pes se silnou kostrou. Hlava dosti široká, těžká a silná. Týlní výčnělek a stop jsou dobře znatelné, délka lebky od týlu ke stopu se rovná délce čenichové partie od stopu ke špičce čenichu, ale může být i kratší. Čenichová partie je dostatečně široká a čtvercová. Oči výrazné, střední velikosti. Barva hnědá ve všech odstínech. Uši střední velikosti, trojúhelníkového tvaru.
Krk má silný, nohy rovné, svalnaté, silné. Záda rovná a záď téměř neznatelná. Pohybuje se energicky, uvolněně, lehce a elasticky.

## Linie
Tibetská doga se vyskytuje ve 3 hlavních liniích lišících se především odchylkami ve využití a ve vzezření. První je nejznámější linie DO-KHYI. Tato linie (z jejího názvu pochází i oficiální pojmenování celého plemene FCI) byla používána jak pro ochranu, tak pomáhala "pást" stáda jaků. Její vzrůst je poněkud nižší, mívá užší hlavu i mordu a pysky jen mírně převislé. Tato linie byla nejvíce použita pro evropský chov. Dnes se do Evropy však dostávají i potomci druhé linie TSANG-KHYI, z chovů v Asii a USA. Tato linie má zpravidla vyšší vzrůst a celkově působí mohutným dojmem, má širokou lebku a dosti převislé pysky. Je známo, že i více sliní. Lze ji rozpoznat i volnější kůží zejména v oblasti hlavy a krku. Byla využívána samozřejmě k ostraze, ale v případě potřeby nosila i těžší náklady. Třetí linií, která se dnes již téměř nevyskytuje, je linie KHYI-APSO používaná výhradně k ochraně klášterů. Ve srovnání s ostatními byla obrovská s postavou bájných šelem, vyznačuje se především bohatým osrstěním a především velice uvolněnou a nařasenou kůží vytvářející po těle vrásky a nad očima minimálně trojí obočí. Poté, co Tibet obsadila Čínská lidová republika, došlo téměř k jejímu vyhlazení (hlídala kláštery a především ty Číňané ničii a bombardovali).[zdroj⁠?!] Dnes se vyskytuje jen v několika málo záchranných chovech udržovaných jižně žijícími Číňany. Dnes tyto linie však nejsou čisté a oficiálně rozlišované.

## Využití
Vždy byla tibetskými nomády využívána jako strážní pes a rovněž tak i v tibetských klášterech. Těch však z původních 6 000 zbylo pouhých asi 80 v dobrém stavu. Dnes se opět do klášterů pomalu vrací. Tibetská doga se musela po staletí samostatně rozhodovat a v nepřítomnosti pána domu, když odešel za obchodem, hlídala stádo i rodinu. Při stěhování z pastvin byla využívána i na přenášení lehčích břemen. Její štěkot je nezaměnitelný, impozantní a odstrašující.[zdroj⁠?!] Sama nikdy nikoho nenapadne, ale pokud brání teritorium nebo rodinu, neváhá nasadit vlastní život. Je dost uzavřená a lásku projevuje pouze své rodině či pánovi, a to odměřeně, avšak po delším odloučení její radost nezná mezí.[zdroj⁠?!] Dala základ většině mollosoidních plemen, což konstatovala řada významných zoologů v historii (A. E. Brehm, M. Siber, J. B. Walsh (Stonehenger), W. Youatt a další).